# Giorgio Rocca
Giorgio Rocca (Coira, 6 agosto 1975) è un ex sciatore alpino italiano specialista dello slalom speciale, vincitore di undici gare di Coppa del Mondo, una Coppa del Mondo di specialità e di tre medaglie iridate.

## Biografia
Figlio di padre italiano e madre elvetica, Giorgio Rocca è nato a Coira e vive tra Sankt Moritz e Lugano in Svizzera e Livigno in Italia.

### Carriera sciistica

#### Stagioni 1993-2000
Debuttò in campo internazionale ai Mondiali juniores di Montecampione/Colere 1993; l'anno dopo, nella rassegna iridata giovanile di Lake Placid, si aggiudicò la medaglia di bronzo nella combinata. In Coppa Europa il suo primo piazzamento fu il 29º posto ottenuto nello slalom speciale di Geilo/Hemsedal del 5 dicembre 1994.
Il 15 e il 16 dicembre 1995 a Bardonecchia ottenne i suoi unici due podi nel circuito continentale, entrambi terzi posti in slalom gigante; esordì in Coppa del Mondo il 6 gennaio 1996 a Flachau, senza concludere lo slalom gigante. Il 24 gennaio 1999 conquistò il primo podio in Coppa del Mondo (terzo nello slalom speciale di Kitzbühel) e nella stessa stagione debuttò ai Campionati mondiali: a Vail/Beaver Creek 1999 si classificò 11º nello slalom gigante e 4º nello slalom speciale.

#### Stagioni 2001-2005
Ai Mondiali di Sankt Anton 2001 fu 15º nello slalom speciale; nella stagione seguente entrò nel primo gruppo di merito dello slalom speciale in Coppa del Mondo (i primi quindici della classifica di specialità) e prese parte ai XIX Giochi olimpici invernali di Salt Lake City 2002, piazzandosi 26º nello slalom gigante e non terminando lo slalom speciale.
Il 19 gennaio 2003 a Wengen vinse la sua prima gara di Coppa del Mondo e ai successivi Mondiali di Sankt Moritz conquistò la medaglia di bronzo, sempre in slalom speciale, mentre nella combinata fu 8º. Nell'|edizione iridata seguente, Bormio/Santa Caterina Valfurva 2005, Rocca fu scelto come portabandiera dell'Italia per la cerimonia di apertura, per poi vincere sulla pista Stelvio la medaglia di bronzo nella combinata e nello slalom speciale.

#### Stagione 2006
Nella stagione 2005-2006 Rocca esordì collezionando cinque vittorie in Coppa del Mondo in altrettante gare di slalom speciale (disputate a Beaver Creek, Madonna di Campiglio, Kranjska Gora, Adelboden e Wengen), diventando così il terzo sciatore nella storia a riuscire a vincere le prime tre gare della stagione, dopo Ingemar Stenmark e Alberto Tomba, ed eguagliando il filotto dello stesso Stenmark e di Marc Girardelli di cinque vittorie consecutive. La serie si interruppe a Kitzbühel il 22 gennaio, quando non concluse la prima manche: Rocca non riuscì così a eguagliare il primato, appartenente a Tomba, di sette vittorie di fila.
Il 10 febbraio 2006, nella cerimonia di apertura dei XX Giochi olimpici invernali di Torino 2006, Rocca pronunciò il giuramento olimpico a nome di tutti gli atleti partecipanti ai Giochi; al suo fianco, a sorreggere la bandiera olimpica su cui il giuramento fu effettuato, Giuliana Minuzzo, che lo aveva pronunciato nella precedente edizione italiana dei Giochi olimpici invernali a Cortina d'Ampezzo 1956. Due settimane più tardi, Rocca, grande favorito nella gara olimpica di slalom speciale, deluse l'attesa dei tanti sostenitori accorsi a Sestriere per seguire la sua prova, cadendo poco dopo aver superato la metà della prima manche. In precedenza si era classificato quinto nella combinata a soli sette centesimi dal podio. A fine stagione conquistò la Coppa del Mondo di slalom speciale 2006.

#### Stagioni 2007-2010
Nelle stagioni seguenti l'atleta valtellinese, anche a causa di vari guai fisici che l'afflissero, non si confermò agli stessi livelli. A parte un podio all'inizio della stagione 2007, infatti, restò lontano dalle prime tre posizioni in gara fino al 1º febbraio 2009, quando ottenne un secondo posto a Garmisch-Partenkirchen dietro al compagno di squadra Manfred Mölgg. Nelle ultime rassegne iridate cui prese parte, Åre 2007 e Val-d'Isère 2009, non completò le prove di slalom speciale.
Il 23 gennaio 2010, in occasione della gara di Kitzbühel, annunciò il suo ritiro immediato dalle competizioni agonistiche, a seguito dell'ennesimo guaio fisico, stavolta al muscolo tendineo della coscia sinistra; svanì così la speranza di poter portare a casa, a Vancouver 2010, la tanto desiderata medaglia olimpica con cui aveva mancato l'appuntamento nel 2006. La sua ultima gara in carriera fu quindi lo slalom speciale di Zagabria del 6 gennaio 2010, nel quale non concluse la seconda manche.

### Altre attività
Ai XXI Giochi olimpici invernali di Vancouver 2010 e ai XXII di Soči 2014 è stato commentatore tecnico per la rete televisiva italiana Sky Sport. Sempre nel 2010 ha superato il corso da allenatore federale di sci alpino di secondo livello.
Nel 2012 ha partecipato alla prima edizione della trasmissione televisiva italiana Pechino Express. Nel 2015 ha vinto la terza edizione di Notti sul ghiaccio.

## Palmarès

### Mondiali
- 3 medaglie:
  - 3 bronzi (slalom speciale a Sankt Moritz 2003; slalom speciale, combinata a Bormio/Santa Caterina Valfurva 2005)

### Mondiali juniores
- 1 medaglia:
  - 1 bronzo (combinata a Lake Placid 1994)

### Coppa del Mondo
- Miglior piazzamento in classifica generale: 13º nel 2006
- Vincitore della Coppa del Mondo di slalom speciale nel 2006
- 22 podi (21 in slalom speciale, 1 in KO slalom):
  - 11 vittorie (in slalom speciale)
  - 7 secondi posti (6 in slalom speciale, 1 in KO slalom)
  - 4 terzi posti (in slalom speciale)

#### Coppa del Mondo - vittorie
| Data             | Località             | Paese       | Specialità |
| ---------------- | -------------------- | ----------- | ---------- |
| 19 gennaio 2003  | Wengen               | Svizzera    | SL         |
| 16 marzo 2003    | Lillehammer          | Norvegia    | SL         |
| 11 gennaio 2004  | Chamonix             | Francia     | SL         |
| 22 dicembre 2004 | Flachau              | Austria     | SL         |
| 9 gennaio 2005   | Chamonix             | Francia     | SL         |
| 27 febbraio 2005 | Kranjska Gora        | Slovenia    | SL         |
| 4 dicembre 2005  | Beaver Creek         | Stati Uniti | SL         |
| 12 dicembre 2005 | Madonna di Campiglio | Italia      | SL         |
| 22 dicembre 2005 | Kranjska Gora        | Slovenia    | SL         |
| 8 gennaio 2006   | Adelboden            | Svizzera    | SL         |
| 15 gennaio 2006  | Wengen               | Svizzera    | SL         |

Legenda:

SL = slalom speciale

### Coppa Europa
- 2 podi:
  - 2 terzi posti

### Nor-Am Cup
- Miglior piazzamento in classifica generale: 37º nel 2002
- 3 podi:
  - 1 vittoria
  - 1 secondo posto
  - 1 terzo posto

#### Nor-Am Cup - vittorie
| Data             | Località    | Paese       | Specialità |
| ---------------- | ----------- | ----------- | ---------- |
| 25 novembre 1998 | Winter Park | Stati Uniti | SL         |

Legenda:

SL = slalom speciale

### Campionati italiani
- 7 medaglie[11]:
  - 4 argenti (slalom speciale nel 1997; slalom gigante nel 1999; slalom speciale nel 2001; slalom speciale nel 2008)
  - 3 bronzi (slalom speciale nel 1999; slalom speciale nel 2000; slalom speciale nel 2003)